# Danh sách cầu thủ tham dự giải vô địch bóng đá U-20 thế giới 2017
Dưới đây là danh sách đội hình cho Giải vô địch bóng đá U-20 thế giới 2017. Mỗi đội hình gồm tổng cộng 21 cầu thủ, ba trong số đó phải là thủ môn.
Tên cầu thủ được đánh dấu chữ đậm đã được ra sân ở cấp độ quốc tế.

## Bảng A

### Hàn Quốc
Huấn luyện viên:  Shin Tae-yong
| 0#0 | Vị trí | Cầu thủ        | Ngày sinh và tuổi           | Câu lạc bộ           |
| --- | ------ | -------------- | --------------------------- | -------------------- |
| 1   | TM     | Song Bum-keun  | 15 tháng 10, 1997 (19 tuổi) | Đại học Hàn Quốc     |
| 2   | HV     | Yoon Jong-gyu  | 20 tháng 3, 1998 (19 tuổi)  | FC Seoul             |
| 3   | HV     | Woo Chan-yang  | 27 tháng 4, 1997 (20 tuổi)  | Pohang Steelers      |
| 4   | HV     | Jeong Tae-wook | 16 tháng 5, 1997 (20 tuổi)  | Đại học Ajou         |
| 5   | HV     | Lee Sang-min   | 1 tháng 1, 1998 (19 tuổi)   | Đại học Soongsil     |
| 6   | TV     | Lee Seung-mo   | 30 tháng 3, 1998 (19 tuổi)  | Pohang Steelers      |
| 7   | TV     | Lee Jin-hyun   | 26 tháng 8, 1997 (19 tuổi)  | Đại học Sungkyunkwan |
| 8   | TV     | Han Chan-hee   | 17 tháng 3, 1997 (20 tuổi)  | Jeonnam Dragons      |
| 9   | TĐ     | Cho Young-wook | 5 tháng 2, 1999 (18 tuổi)   | Đại học Hàn Quốc     |
| 10  | TV     | Lee Seung-woo  | 6 tháng 1, 1998 (19 tuổi)   | Barcelona Juvenil A  |
| 11  | TĐ     | Ha Seung-un    | 4 tháng 5, 1998 (19 tuổi)   | Đại học Yonsei       |
| 12  | TM     | Ahn Joon-soo   | 28 tháng 1, 1998 (19 tuổi)  | Cerezo Osaka         |
| 13  | HV     | Lee You-hyeon  | 8 tháng 2, 1997 (20 tuổi)   | Jeonnam Dragons      |
| 14  | TV     | Paik Seung-ho  | 17 tháng 3, 1997 (20 tuổi)  | Barcelona B          |
| 15  | HV     | Kim Min-ho     | 11 tháng 6, 1997 (19 tuổi)  | Đại học Yonsei       |
| 16  | TV     | Lee Sang-heon  | 26 tháng 2, 1998 (19 tuổi)  | Ulsan Hyundai        |
| 17  | TV     | Kang Ji-hoon   | 6 tháng 1, 1997 (20 tuổi)   | Đại học Yongin       |
| 18  | TV     | Lim Min-hyeok  | 5 tháng 3, 1997 (20 tuổi)   | FC Seoul             |
| 19  | HV     | Kim Seung-woo  | 25 tháng 3, 1998 (19 tuổi)  | Đại học Yonsei       |
| 20  | HV     | Lee Jung-moon  | 18 tháng 3, 1998 (19 tuổi)  | Đại học Yonsei       |
| 21  | TM     | Lee Jun        | 14 tháng 7, 1997 (19 tuổi)  | Đại học Yonsei       |

### Guinée
Huấn luyện viên:  Mandiou Diallo
| 0#0 | Vị trí | Cầu thủ                | Ngày sinh và tuổi           | Câu lạc bộ      |
| --- | ------ | ---------------------- | --------------------------- | --------------- |
| 1   | TM     | Sékouba Camara         | 22 tháng 1, 1997 (20 tuổi)  | Atlético Coléah |
| 2   | HV     | Salif Sylla            | 5 tháng 12, 1998 (18 tuổi)  | Kaloum          |
| 3   | HV     | Mamadouba Diaby        | 16 tháng 2, 1997 (20 tuổi)  | Kaloum          |
| 4   | TV     | Oumar Touré            | 18 tháng 9, 1998 (18 tuổi)  | Juventus        |
| 5   | HV     | Mohamed Camara         | 1 tháng 11, 1998 (18 tuổi)  | Fello Star      |
| 6   | HV     | Mohamed Didé Fofana    | 8 tháng 4, 1998 (19 tuổi)   | Hafia           |
| 7   | TV     | Mohamed Ali Camara     | 28 tháng 8, 1997 (19 tuổi)  | Horoya AC       |
| 8   | TV     | Ibrahima Sory Soumah   | 1 tháng 1, 1998 (19 tuổi)   | Fello Star      |
| 9   | TĐ     | Momo Yansane           | 29 tháng 7, 1997 (19 tuổi)  | Hafia           |
| 10  | TV     | Morlaye Sylla          | 27 tháng 7, 1998 (18 tuổi)  | Arouca          |
| 11  | HV     | Jean Charles Fernandez | 20 tháng 1, 1998 (19 tuổi)  | Ajaccio         |
| 12  | TĐ     | Mohamed Coumbassa      | 5 tháng 6, 1999 (17 tuổi)   | Wakriya         |
| 13  | HV     | Daouda Camara          | 20 tháng 8, 1997 (19 tuổi)  | Hafia           |
| 14  | HV     | Yamoussa Camara        | 13 tháng 5, 1998 (19 tuổi)  | Kaloum          |
| 15  | TV     | Mamadou Kane           | 22 tháng 1, 1997 (20 tuổi)  | Kaloum          |
| 16  | TM     | Moussa Camara          | 27 tháng 11, 1998 (18 tuổi) | Horoya          |
| 17  | TĐ     | Mamady Barry           | 22 tháng 11, 1997 (19 tuổi) | Soumba          |
| 18  | TV     | Alsény Soumah          | 16 tháng 5, 1998 (19 tuổi)  | Arouca          |
| 19  | TV     | Naby Bangoura          | 29 tháng 3, 1998 (19 tuổi)  | Vizela          |
| 20  | TĐ     | Jules Keita            | 20 tháng 7, 1998 (18 tuổi)  | Bastia          |
| 21  | TM     | Fodé David Kaba        | 15 tháng 8, 1998 (18 tuổi)  | Hafia           |

### Argentina
Huấn luyện viên:  Claudio Úbeda 
| 0#0 | Vị trí | Cầu thủ             | Ngày sinh và tuổi          | Câu lạc bộ           |
| --- | ------ | ------------------- | -------------------------- | -------------------- |
| 1   | TM     | Franco Petroli      | 11 tháng 6, 1998 (18 tuổi) | River Plate          |
| 2   | HV     | Juan Foyth          | 12 tháng 1, 1998 (19 tuổi) | Estudiantes La Plata |
| 3   | HV     | Milton Valenzuela   | 13 tháng 8, 1998 (18 tuổi) | Newell's Old Boys    |
| 4   | HV     | Gonzalo Montiel     | 1 tháng 1, 1997 (20 tuổi)  | River Plate          |
| 5   | TV     | Santiago Ascacibar  | 25 tháng 2, 1997 (20 tuổi) | Estudiantes La Plata |
| 6   | TV     | Marcos Senesi       | 10 tháng 5, 1997 (20 tuổi) | San Lorenzo          |
| 7   | TĐ     | Marcelo Torres      | 6 tháng 11, 1997 (19 tuổi) | Boca Juniors         |
| 8   | TV     | Exequiel Palacios   | 5 tháng 10, 1998 (18 tuổi) | River Plate          |
| 9   | TĐ     | Lautaro Martínez    | 22 tháng 8, 1997 (19 tuổi) | Racing Club          |
| 10  | TĐ     | Tomás Conechny      | 30 tháng 3, 1998 (19 tuổi) | San Lorenzo          |
| 11  | TĐ     | Braian Mansilla     | 16 tháng 4, 1997 (20 tuổi) | Racing Club          |
| 12  | TM     | Manuel Roffo        | 4 tháng 4, 2000 (17 tuổi)  | Boca Juniors         |
| 13  | HV     | Leonel Mosevich     | 4 tháng 2, 1997 (20 tuổi)  | Argentinos Juniors   |
| 14  | HV     | Lisandro Martínez   | 18 tháng 1, 1998 (19 tuổi) | Newell's Old Boys    |
| 15  | TV     | Santiago Colombatto | 17 tháng 1, 1997 (20 tuổi) | Trapani              |
| 16  | TV     | Lucas Rodríguez     | 27 tháng 4, 1997 (20 tuổi) | Estudiantes La Plata |
| 17  | TV     | Tomás Belmonte      | 27 tháng 5, 1998 (18 tuổi) | Lanús                |
| 18  | TĐ     | Ezequiel Ponce      | 29 tháng 3, 1997 (20 tuổi) | Granada              |
| 19  | TV     | Matías Zaracho      | 10 tháng 3, 1998 (19 tuổi) | Racing Club          |
| 20  | TV     | Ignacio Méndez      | 28 tháng 4, 1997 (20 tuổi) | Argentinos Juniors   |
| 21  | TM     | Marcelo Miño        | 21 tháng 8, 1997 (19 tuổi) | Rosario Central      |

### Anh
Vào ngày 19 tháng 5, Ezri Konsa thay thế Rico Henry bị thương.
Huấn luyện viên:  Paul Simpson 
| 0#0 | Vị trí | Cầu thủ                | Ngày sinh và tuổi           | Câu lạc bộ        |
| --- | ------ | ---------------------- | --------------------------- | ----------------- |
| 1   | TM     | Freddie Woodman        | 4 tháng 3, 1997 (20 tuổi)   | Newcastle United  |
| 2   | HV     | Jonjoe Kenny           | 15 tháng 3, 1997 (20 tuổi)  | Everton           |
| 3   | HV     | Callum Connolly        | 23 tháng 9, 1997 (19 tuổi)  | Everton           |
| 4   | TV     | Lewis Cook             | 3 tháng 2, 1997 (20 tuổi)   | AFC Bournemouth   |
| 5   | HV     | Fikayo Tomori          | 19 tháng 12, 1997 (19 tuổi) | Chelsea           |
| 6   | HV     | Jake Clarke-Salter     | 22 tháng 9, 1997 (19 tuổi)  | Chelsea           |
| 7   | TV     | Joshua Onomah          | 27 tháng 4, 1997 (20 tuổi)  | Tottenham Hotspur |
| 8   | TV     | Ainsley Maitland-Niles | 29 tháng 8, 1997 (19 tuổi)  | Arsenal           |
| 9   | TĐ     | Adam Armstrong         | 10 tháng 2, 1997 (20 tuổi)  | Newcastle United  |
| 10  | TĐ     | Dominic Solanke        | 14 tháng 9, 1997 (19 tuổi)  | Chelsea           |
| 11  | TĐ     | Ademola Lookman        | 20 tháng 10, 1997 (19 tuổi) | Everton           |
| 12  | HV     | Ezri Konsa             | 23 tháng 10, 1997 (19 tuổi) | Charlton Athletic |
| 13  | TM     | Dean Henderson         | 12 tháng 3, 1997 (20 tuổi)  | Manchester United |
| 14  | HV     | Kyle Walker-Peters     | 13 tháng 4, 1997 (20 tuổi)  | Tottenham Hotspur |
| 15  | HV     | Dael Fry               | 30 tháng 8, 1997 (19 tuổi)  | Middlesbrough     |
| 16  | TĐ     | Dominic Calvert-Lewin  | 16 tháng 3, 1997 (20 tuổi)  | Everton           |
| 17  | TĐ     | Harrison Chapman       | 5 tháng 11, 1997 (19 tuổi)  | Middlesbrough     |
| 18  | TV     | Kieran Dowell          | 10 tháng 10, 1997 (19 tuổi) | Everton           |
| 19  | TV     | Sheyi Ojo              | 19 tháng 6, 1997 (19 tuổi)  | Liverpool         |
| 20  | TV     | Ovie Ejaria            | 18 tháng 11, 1997 (19 tuổi) | Liverpool         |
| 21  | TM     | Luke Southwood         | 6 tháng 12, 1997 (19 tuổi)  | Reading           |

## Bảng B

### Venezuela
Huấn luyện viên:  Rafael Dudamel
| 0#0 | Vị trí | Cầu thủ             | Ngày sinh và tuổi           | Câu lạc bộ             |
| --- | ------ | ------------------- | --------------------------- | ---------------------- |
| 1   | TM     | Wuilker Faríñez     | 15 tháng 2, 1998 (19 tuổi)  | Caracas FC             |
| 2   | HV     | Williams Velásquez  | 4 tháng 4, 1997 (20 tuổi)   | Estudiantes de Caracas |
| 3   | HV     | Eduin Quero         | 22 tháng 4, 1997 (20 tuổi)  | Deportivo Táchira      |
| 4   | HV     | Nahuel Ferraresi    | 19 tháng 11, 1998 (18 tuổi) | Deportivo Táchira      |
| 5   | HV     | José Hernández      | 26 tháng 6, 1997 (19 tuổi)  | Caracas FC             |
| 6   | TV     | Christian Makoun    | 5 tháng 3, 2000 (17 tuổi)   | Zamora                 |
| 7   | TĐ     | Adalberto Peñaranda | 31 tháng 5, 1997 (19 tuổi)  | Málaga                 |
| 8   | TV     | Yangel Herrera      | 7 tháng 1, 1998 (19 tuổi)   | New York City          |
| 9   | TĐ     | Ronaldo Peña        | 10 tháng 3, 1997 (20 tuổi)  | Las Palmas Atlético    |
| 10  | TV     | Yeferson Soteldo    | 30 tháng 6, 1997 (19 tuổi)  | Huachipato             |
| 11  | TĐ     | Ronaldo Chacón      | 18 tháng 2, 1998 (19 tuổi)  | Caracas FC             |
| 12  | TM     | Joel Graterol       | 15 tháng 5, 1997 (20 tuổi)  | Carabobo               |
| 13  | TĐ     | Jan Carlos Hurtado  | 5 tháng 3, 2000 (17 tuổi)   | Deportivo Táchira      |
| 14  | TV     | Heber García        | 27 tháng 3, 1997 (20 tuổi)  | Sud América            |
| 15  | TĐ     | Samuel Sosa         | 17 tháng 12, 1999 (17 tuổi) | Deportivo Táchira      |
| 16  | TV     | Ronaldo Lucena      | 27 tháng 2, 1997 (20 tuổi)  | Zamora                 |
| 17  | HV     | Josua Mejías        | 9 tháng 6, 1998 (18 tuổi)   | Carabobo               |
| 18  | TV     | Luis Ruiz           | 3 tháng 8, 1997 (19 tuổi)   | Zulia FC               |
| 19  | TĐ     | Sergio Córdova      | 9 tháng 8, 1997 (19 tuổi)   | Caracas FC             |
| 20  | HV     | Ronald Hernández    | 21 tháng 9, 1997 (19 tuổi)  | Zamora                 |
| 21  | TM     | Rafael Sánchez      | 1 tháng 2, 1998 (19 tuổi)   | Deportivo Táchira      |

### Đức
Huấn luyện viên:  Guido Streichsbier
| 0#0 | Vị trí | Cầu thủ                | Ngày sinh và tuổi           | Câu lạc bộ               |
| --- | ------ | ---------------------- | --------------------------- | ------------------------ |
| 1   | TM     | Svend Brodersen        | 22 tháng 3, 1997 (20 tuổi)  | FC St. Pauli             |
| 2   | HV     | Phil Neumann           | 8 tháng 7, 1997 (19 tuổi)   | Schalke 04               |
| 3   | HV     | Dominik Schad          | 4 tháng 3, 1997 (20 tuổi)   | Greuther Fürth           |
| 4   | HV     | Frederic Ananou        | 20 tháng 9, 1997 (19 tuổi)  | Roda JC                  |
| 5   | HV     | Benedikt Gimber        | 19 tháng 2, 1997 (20 tuổi)  | Karlsruher SC            |
| 6   | TV     | Gino Fechner           | 5 tháng 9, 1997 (19 tuổi)   | RB Leipzig               |
| 7   | TV     | Amara Condé            | 6 tháng 1, 1997 (20 tuổi)   | VfL Wolfsburg            |
| 8   | TV     | Suat Serdar            | 11 tháng 4, 1997 (20 tuổi)  | Mainz 05                 |
| 9   | TĐ     | Fabian Reese           | 29 tháng 11, 1997 (19 tuổi) | Karlsruher SC            |
| 10  | TV     | Philipp Ochs           | 17 tháng 4, 1997 (20 tuổi)  | 1899 Hoffenheim          |
| 11  | TV     | Maximilian Mittelstädt | 18 tháng 3, 1997 (20 tuổi)  | Hertha BSC               |
| 12  | TM     | Moritz Nicolas         | 21 tháng 10, 1997 (19 tuổi) | Borussia Mönchengladbach |
| 13  | HV     | Matthias Bader         | 17 tháng 6, 1997 (19 tuổi)  | Karlsruher SC            |
| 14  | HV     | Jordan Torunarigha     | 7 tháng 8, 1997 (19 tuổi)   | Hertha BSC               |
| 15  | HV     | Jannes Horn            | 6 tháng 2, 1997 (20 tuổi)   | VfL Wolfsburg            |
| 16  | TV     | Florian Neuhaus        | 16 tháng 3, 1997 (20 tuổi)  | 1860 Munich              |
| 17  | TĐ     | Emmanuel Iyoha         | 11 tháng 10, 1997 (19 tuổi) | Fortuna Düsseldorf       |
| 18  | TV     | Kentu Malcolm Badu     | 23 tháng 6, 1997 (19 tuổi)  | VfL Wolfsburg            |
| 19  | TĐ     | Törles Knöll           | 13 tháng 9, 1997 (19 tuổi)  | Hamburger SV             |
| 20  | TĐ     | Jonas Arweiler         | 10 tháng 4, 1997 (20 tuổi)  | Borussia Dortmund        |
| 21  | TM     | Dominik Reimann        | 18 tháng 6, 1997 (19 tuổi)  | Borussia Dortmund        |

### Vanuatu
Huấn luyện viên:  Dejan Gluscevic
| 0#0 | Vị trí | Cầu thủ             | Ngày sinh và tuổi           | Câu lạc bộ              |
| --- | ------ | ------------------- | --------------------------- | ----------------------- |
| 1   | TM     | Daniel Alick        | 28 tháng 12, 1998 (18 tuổi) | ABM Galaxy              |
| 2   | HV     | Selwyn Vatu         | 13 tháng 6, 1998 (18 tuổi)  | Shepherds United        |
| 3   | HV     | Lency Philip        | 8 tháng 6, 1997 (19 tuổi)   | Northern Region Academy |
| 4   | HV     | Jason Thomas        | 20 tháng 1, 1997 (20 tuổi)  | Erakor Golden Star      |
| 5   | HV     | Joseph Iaruel       | 25 tháng 1, 1998 (19 tuổi)  | Amicale                 |
| 6   | TV     | Claude Aru          | 25 tháng 4, 1997 (20 tuổi)  | Malampa Revivors        |
| 7   | TĐ     | Bethuel Ollie       | 19 tháng 8, 1997 (19 tuổi)  | Northern Region Academy |
| 8   | TV     | Jayson Timatua      | 27 tháng 12, 1998 (18 tuổi) | Shepherds United        |
| 9   | TĐ     | Ronaldo Wilkins     | 30 tháng 12, 1999 (17 tuổi) | Sia-Raga                |
| 10  | TV     | Bong Kalo           | 18 tháng 1, 1997 (20 tuổi)  | Tafea                   |
| 11  | TV     | Godine Tenene       | 3 tháng 3, 1998 (19 tuổi)   | Spirit 08               |
| 12  | TM     | Dick Taiwia         | 28 tháng 12, 1997 (19 tuổi) | Ifira Black Bird        |
| 13  | HV     | Denly Ben           | 6 tháng 2, 1998 (19 tuổi)   | Northern Region Academy |
| 14  | HV     | Reginald Ravo       | 25 tháng 8, 1997 (19 tuổi)  | Northern Region Academy |
| 15  | HV     | Gregory Patrick     | 30 tháng 4, 1998 (19 tuổi)  | Malampa Revivors        |
| 16  | TV     | Frederick Massing   | 11 tháng 9, 1998 (18 tuổi)  | Malampa Revivors        |
| 17  | TV     | John Wohale         | 9 tháng 7, 1997 (19 tuổi)   | Northern Region Academy |
| 18  | TĐ     | Jonathan Spokeyjack | 13 tháng 11, 1998 (18 tuổi) | Shepherds United        |
| 19  | TĐ     | Abednigo Sau        | 28 tháng 7, 1998 (18 tuổi)  | Sia-Raga                |
| 20  | TĐ     | Azariah Soromon     | 1 tháng 3, 1999 (18 tuổi)   | Tupuji Imere            |
| 21  | TM     | Andreas Duch        | 12 tháng 10, 1998 (18 tuổi) | Spirit 08               |

### México
Huấn luyện viên:  Marco Antonio Ruiz 
| 0#0 | Vị trí | Cầu thủ               | Ngày sinh và tuổi           | Câu lạc bộ              |
| --- | ------ | --------------------- | --------------------------- | ----------------------- |
| 1   | TM     | Joel García           | 12 tháng 4, 1998 (19 tuổi)  | Santos Laguna           |
| 2   | HV     | Diego Cortés          | 18 tháng 6, 1998 (18 tuổi)  | Guadalajara             |
| 3   | HV     | Edson Álvarez         | 24 tháng 10, 1997 (19 tuổi) | América                 |
| 4   | HV     | Juan Aguayo           | 11 tháng 3, 1997 (20 tuổi)  | Guadalajara             |
| 5   | HV     | Alejandro Mayorga     | 29 tháng 5, 1997 (19 tuổi)  | Guadalajara             |
| 6   | TV     | Alan Cervantes        | 17 tháng 1, 1998 (19 tuổi)  | Guadalajara             |
| 7   | TV     | Uriel Antuna          | 21 tháng 8, 1997 (19 tuổi)  | Santos Laguna           |
| 8   | TV     | Pablo César López     | 7 tháng 1, 1998 (19 tuổi)   | Pachuca                 |
| 9   | TĐ     | Ronaldo Cisneros      | 8 tháng 1, 1997 (20 tuổi)   | Santos Laguna           |
| 10  | TĐ     | Claudio Zamudio       | 30 tháng 3, 1998 (19 tuổi)  | Morelia                 |
| 11  | TV     | Kevin Magaña          | 1 tháng 2, 1998 (19 tuổi)   | Guadalajara             |
| 12  | TM     | Fernando Hernández    | 2 tháng 1, 1998 (19 tuổi)   | Monterrey               |
| 13  | HV     | Brayton Vázquez       | 5 tháng 3, 1998 (19 tuổi)   | Atlas                   |
| 14  | HV     | José Joaquín Esquivel | 7 tháng 1, 1998 (19 tuổi)   | Pachuca                 |
| 15  | HV     | Ulises Torres         | 17 tháng 2, 1998 (19 tuổi)  | América                 |
| 16  | TV     | Francisco Venegas     | 16 tháng 7, 1998 (18 tuổi)  | Everton de Viña del Mar |
| 17  | TV     | Kevin Lara            | 18 tháng 4, 1998 (19 tuổi)  | Santos Laguna           |
| 18  | TV     | Diego Aguilar         | 13 tháng 1, 1997 (20 tuổi)  | BUAP                    |
| 19  | TĐ     | Paolo Yrizar          | 6 tháng 8, 1997 (19 tuổi)   | Querétaro               |
| 20  | TĐ     | Eduardo Aguirre       | 3 tháng 8, 1998 (18 tuổi)   | Santos Laguna           |
| 21  | TM     | Abraham Romero        | 18 tháng 2, 1998 (19 tuổi)  | Pachuca                 |

## Bảng C

### Zambia
Huấn luyện viên:  Beston Chambeshi 
| 0#0 | Vị trí | Cầu thủ          | Ngày sinh và tuổi           | Câu lạc bộ           |
| --- | ------ | ---------------- | --------------------------- | -------------------- |
| 1   | TM     | Mangani Banda    | 13 tháng 7, 1997 (19 tuổi)  | Zanaco               |
| 2   | HV     | Moses Nyondo     | 5 tháng 7, 1997 (19 tuổi)   | Nkana                |
| 3   | HV     | Prosper Chiluya  | 2 tháng 4, 1998 (19 tuổi)   | Lumwana Radiants     |
| 4   | HV     | Benson Chali     | 2 tháng 12, 1997 (19 tuổi)  | Forrest Rangers      |
| 5   | HV     | Solomon Sakala   | 28 tháng 4, 1997 (20 tuổi)  | NAPSA Stars          |
| 6   | HV     | Boston Muchindu  | 6 tháng 6, 1997 (19 tuổi)   | Nkana                |
| 7   | TV     | Musonda Siame    | 7 tháng 12, 1998 (18 tuổi)  | Kafue Celtic         |
| 8   | TV     | Harrison Chisala | 4 tháng 8, 1997 (19 tuổi)   | Nkana                |
| 9   | TĐ     | Conlyde Luchanga | 11 tháng 3, 1997 (20 tuổi)  | Lusaka Dynamos       |
| 10  | TV     | Fashion Sakala   | 14 tháng 3, 1997 (20 tuổi)  | Spartak-2 Moscow     |
| 11  | TV     | Enoch Mwepu      | 1 tháng 1, 1998 (19 tuổi)   | NAPSA Stars          |
| 12  | TV     | Emmanuel Banda   | 29 tháng 9, 1997 (19 tuổi)  | Esmoriz              |
| 13  | HV     | Shemmy Mayembe   | 22 tháng 11, 1997 (19 tuổi) | ZESCO United         |
| 14  | TĐ     | Edward Chilufya  | 17 tháng 9, 1999 (17 tuổi)  | Mpande Youth Academy |
| 15  | HV     | Edward Tembo     | 26 tháng 3, 1997 (20 tuổi)  | Gomes                |
| 16  | TM     | Samson Banda     | 1 tháng 5, 1997 (20 tuổi)   | ZESCO United         |
| 17  | TV     | Kenneth Kalunga  | 18 tháng 1, 1997 (20 tuổi)  | Ikast                |
| 18  | TM     | Jim James Phiri  | 7 tháng 9, 1998 (18 tuổi)   | Lusaka Dynamos       |
| 19  | TV     | Ngosa Sunzu      | 19 tháng 6, 1998 (18 tuổi)  | Hapoel Ra'anana      |
| 20  | TĐ     | Patson Daka      | 9 tháng 10, 1998 (18 tuổi)  | FC Liefering         |
| 21  | TV     | Boyd Musonda     | 12 tháng 5, 1997 (20 tuổi)  | Zanaco               |

### Bồ Đào Nha
Vào ngày 2 tháng 5 năm 2017, Bồ Đào Nha đã công bố danh sách cuối cùng gồm 21 cầu thủ. Vào ngày 9 tháng 5, Hélder Ferreira thay thế Aurélio Buta bị thương.
Huấn luyện viên:  Emílio Peixe
| 0#0 | Vị trí | Cầu thủ          | Ngày sinh và tuổi          | Câu lạc bộ             |
| --- | ------ | ---------------- | -------------------------- | ---------------------- |
| 1   | TM     | Pedro Silva      | 13 tháng 2, 1997 (20 tuổi) | Sporting CP B          |
| 2   | HV     | Pedro Empis      | 1 tháng 2, 1997 (20 tuổi)  | Sporting CP B          |
| 3   | HV     | Rúben Dias       | 14 tháng 5, 1997 (20 tuổi) | Benfica B              |
| 4   | HV     | Ferro            | 26 tháng 3, 1997 (20 tuổi) | Benfica B              |
| 5   | HV     | Yuri Ribeiro     | 24 tháng 1, 1997 (20 tuổi) | Benfica B              |
| 6   | TV     | Pedro Rodrigues  | 20 tháng 5, 1997 (20 tuổi) | Benfica B              |
| 7   | TĐ     | Diogo Gonçalves  | 6 tháng 2, 1997 (20 tuổi)  | Benfica B              |
| 8   | TV     | Pedro Delgado    | 7 tháng 4, 1997 (20 tuổi)  | Sporting CP B          |
| 9   | TĐ     | André Ribeiro    | 9 tháng 6, 1997 (19 tuổi)  | Zürich II              |
| 10  | TV     | Xadas            | 2 tháng 12, 1997 (19 tuổi) | Braga B                |
| 11  | TĐ     | Hélder Ferreira  | 5 tháng 4, 1997 (20 tuổi)  | Vitória de Guimarães B |
| 12  | TM     | Luís Maximiano   | 5 tháng 1, 1999 (18 tuổi)  | Sporting CP Juniors    |
| 13  | HV     | Jorge Fernandes  | 2 tháng 4, 1997 (20 tuổi)  | Porto B                |
| 14  | TV     | Florentino Luís  | 19 tháng 8, 1999 (17 tuổi) | Benfica B              |
| 15  | HV     | Diogo Dalot      | 18 tháng 3, 1999 (18 tuổi) | Porto B                |
| 16  | TV     | Miguel Luís      | 27 tháng 2, 1999 (18 tuổi) | Sporting CP Juniors    |
| 17  | TĐ     | Xande Silva      | 16 tháng 3, 1997 (20 tuổi) | Vitória de Guimarães   |
| 18  | TĐ     | José Gomes       | 8 tháng 4, 1999 (18 tuổi)  | Benfica B              |
| 19  | TV     | Bruno Costa      | 19 tháng 4, 1997 (20 tuổi) | Porto B                |
| 20  | TV     | Gedson Fernandes | 9 tháng 1, 1999 (18 tuổi)  | Benfica B              |
| 21  | TM     | Diogo Costa      | 19 tháng 9, 1999 (17 tuổi) | Porto Juniors          |

### Iran
Huấn luyện viên:  Amir Hossein Peiravani
| 0#0 | Vị trí | Cầu thủ                | Ngày sinh và tuổi           | Câu lạc bộ        |
| --- | ------ | ---------------------- | --------------------------- | ----------------- |
| 1   | TM     | Nima Mirzazad          | 27 tháng 2, 1997 (20 tuổi)  | Gostaresh Foulad  |
| 2   | HV     | Ali Shahsavari         | 24 tháng 11, 1997 (19 tuổi) | Gol Gohar Sirjan  |
| 3   | HV     | Mehran Derakhshan Mehr | 10 tháng 8, 1998 (18 tuổi)  | Zob Ahan          |
| 4   | HV     | Aref Gholami           | 19 tháng 4, 1997 (20 tuổi)  | Sepahan           |
| 5   | HV     | Nima Taheri            | 15 tháng 4, 1997 (20 tuổi)  | Zob Ahan          |
| 6   | TV     | Mohammad Soltani Mehr  | 4 tháng 2, 1999 (18 tuổi)   | Saipa             |
| 7   | TV     | Nima Mokhtari          | 10 tháng 5, 1998 (19 tuổi)  | Gostaresh         |
| 8   | HV     | Ali Shojaei            | 27 tháng 1, 1997 (20 tuổi)  | Saipa             |
| 9   | TĐ     | Mehdi Mehdikhani       | 28 tháng 7, 1997 (19 tuổi)  | Niroo Zamini      |
| 10  | TV     | Reza Shekari           | 31 tháng 5, 1998 (18 tuổi)  | Zob Ahan          |
| 11  | TĐ     | Reza Jafari            | 4 tháng 5, 1997 (20 tuổi)   | Saipa             |
| 12  | TM     | Shahab Adeli           | 19 tháng 1, 1997 (20 tuổi)  | Naft Tehran       |
| 13  | HV     | Abolfazl Razzaghpour   | 17 tháng 9, 1997 (19 tuổi)  | Nassaji           |
| 14  | HV     | Sina Khadempour        | 9 tháng 1, 1997 (20 tuổi)   | Naft Tehran       |
| 15  | TĐ     | Amir Roostaei          | 5 tháng 8, 1997 (19 tuổi)   | Paykan            |
| 16  | TV     | Omid Noorafkan         | 9 tháng 4, 1997 (20 tuổi)   | Esteghlal         |
| 17  | TV     | Hossein Saki           | 10 tháng 5, 1997 (20 tuổi)  | Sanat Naft Abadan |
| 18  | TĐ     | Mohammad Aghajanpour   | 20 tháng 4, 1997 (20 tuổi)  | Aluminium Arak    |
| 19  | TV     | Mehdi Ghaedi           | 5 tháng 12, 1998 (18 tuổi)  | Iranjavan         |
| 20  | TV     | Aref Aghasi            | 2 tháng 1, 1997 (20 tuổi)   | Tractor Sazi      |
| 21  | TM     | Mahdi Mohammadian      | 5 tháng 3, 1997 (20 tuổi)   | Niroo Zamini      |

### Costa Rica
Huấn luyện viên:  Marcelo Herrera
| 0#0 | Vị trí | Cầu thủ           | Ngày sinh và tuổi           | Câu lạc bộ         |
| --- | ------ | ----------------- | --------------------------- | ------------------ |
| 1   | TM     | Mario Sequeira    | 9 tháng 1, 1997 (20 tuổi)   | Saprissa           |
| 2   | HV     | Diego Mesén       | 28 tháng 3, 1999 (18 tuổi)  | Alajuelense        |
| 3   | HV     | Pablo Arboine     | 3 tháng 4, 1998 (19 tuổi)   | Santos de Guápiles |
| 4   | HV     | Ian Smith         | 6 tháng 3, 1998 (19 tuổi)   | Santos de Guápiles |
| 5   | HV     | Esteban González  | 30 tháng 1, 1998 (19 tuổi)  | Saprissa           |
| 6   | TV     | Luis Hernández    | 7 tháng 2, 1998 (19 tuổi)   | Saprissa           |
| 7   | TĐ     | Barlon Sequeira   | 25 tháng 5, 1998 (18 tuổi)  | Alajuelense        |
| 8   | TĐ     | Jimmy Marin       | 8 tháng 10, 1997 (19 tuổi)  | Herediano          |
| 9   | TĐ     | Jostin Daly       | 23 tháng 4, 1998 (19 tuổi)  | Herediano          |
| 10  | TV     | Jonathan Martínez | 19 tháng 3, 1998 (19 tuổi)  | Santos de Guápiles |
| 11  | TĐ     | Randall Leal      | 14 tháng 1, 1997 (20 tuổi)  | Mechelen           |
| 12  | TV     | Pablo Arguedas    | 21 tháng 4, 1997 (20 tuổi)  | Carmelita          |
| 13  | TM     | Erick Pineda      | 2 tháng 4, 1997 (20 tuổi)   | Alajuelense        |
| 14  | TV     | Cristopher Núñez  | 8 tháng 12, 1997 (19 tuổi)  | Cartaginés         |
| 15  | TĐ     | Bernald Alfaro    | 26 tháng 1, 1997 (20 tuổi)  | Carmelita          |
| 16  | TV     | Suhander Zúñiga   | 15 tháng 1, 1997 (20 tuổi)  | Carmelita          |
| 17  | HV     | Esteban Espinoza  | 22 tháng 11, 1997 (19 tuổi) | Belén              |
| 18  | TM     | Bryan Segura      | 14 tháng 1, 1997 (20 tuổi)  | Pérez Zeledón      |
| 19  | HV     | Yostin Salinas    | 14 tháng 9, 1998 (18 tuổi)  | Saprissa           |
| 20  | TV     | Eduardo Juárez    | 22 tháng 9, 1998 (18 tuổi)  | Alajuelense        |
| 21  | TV     | Gerson Torres     | 28 tháng 8, 1997 (19 tuổi)  | América            |

## Bảng D

### Nam Phi
Vào ngày 17 tháng 5, Sirgio Kammies thay thế Phakamani Mahlambi bị thương.
Huấn luyện viên:  Thabo Senong
| 0#0 | Vị trí | Cầu thủ             | Ngày sinh và tuổi           | Câu lạc bộ          |
| --- | ------ | ------------------- | --------------------------- | ------------------- |
| 1   | TM     | Sanele Tshabalala   | 12 tháng 5, 1998 (19 tuổi)  | Bidvest Wits        |
| 2   | HV     | Malebogo Modise     | 6 tháng 2, 1999 (18 tuổi)   | Mamelodi Sundowns   |
| 3   | HV     | Shane Saralina      | 27 tháng 6, 1997 (19 tuổi)  | Ajax Cape Town      |
| 4   | TV     | Teboho Mokoena      | 24 tháng 1, 1997 (20 tuổi)  | SuperSport United   |
| 5   | HV     | Sandile Mthethwa    | 14 tháng 4, 1997 (20 tuổi)  | Orlando Pirates     |
| 6   | TV     | Wiseman Meyiwa      | 27 tháng 12, 1999 (17 tuổi) | Kaizer Chiefs       |
| 7   | TĐ     | Keletso Makgalwa    | 3 tháng 1, 1997 (20 tuổi)   | Mamelodi Sundowns   |
| 8   | TV     | Sibongakonke Mbatha | 1 tháng 1, 1998 (19 tuổi)   | Bidvest Wits        |
| 9   | TĐ     | Liam Jordan         | 30 tháng 7, 1998 (18 tuổi)  | Sporting CP Juniors |
| 10  | TV     | Luther Singh        | 5 tháng 8, 1997 (19 tuổi)   | Braga B             |
| 11  | HV     | Sirgio Kammies      | 7 tháng 2, 1998 (19 tuổi)   | Ajax Cape Town      |
| 12  | TV     | Sipho Mbule         | 22 tháng 3, 1998 (19 tuổi)  | SuperSport United   |
| 13  | HV     | Thendo Mukumela     | 30 tháng 1, 1998 (19 tuổi)  | Mamelodi Sundowns   |
| 14  | HV     | Reeve Frosler       | 11 tháng 1, 1998 (19 tuổi)  | Bidvest Wits        |
| 15  | HV     | Tercious Malepe     | 18 tháng 2, 1997 (20 tuổi)  | Orlando Pirates     |
| 16  | TM     | Mondli Mpoto        | 24 tháng 7, 1998 (18 tuổi)  | SuperSport United   |
| 17  | TV     | Masilakhe Phohlongo | 5 tháng 5, 1997 (20 tuổi)   | Ajax Cape Town      |
| 18  | TV     | Grant Margeman      | 3 tháng 6, 1998 (18 tuổi)   | Ajax Cape Town      |
| 19  | TV     | Kobamelo Kodisang   | 28 tháng 8, 1999 (17 tuổi)  | Platinum Stars      |
| 20  | TM     | Khulekani Kubheka   | 7 tháng 1, 1999 (18 tuổi)   | Mamelodi Sundowns   |
| 21  | TV     | Thabo Cele          | 15 tháng 1, 1997 (20 tuổi)  | Real                |

### Nhật Bản
Huấn luyện viên:  Uchiyama Atsushi
| 0#0 | Vị trí | Cầu thủ           | Ngày sinh và tuổi           | Câu lạc bộ          |
| --- | ------ | ----------------- | --------------------------- | ------------------- |
| 1   | TM     | Kojima Ryosuke    | 30 tháng 1, 1997 (20 tuổi)  | Waseda University   |
| 2   | HV     | Fujitani So       | 28 tháng 10, 1997 (19 tuổi) | Vissel Kobe         |
| 3   | HV     | Nakayama Yuta     | 16 tháng 2, 1997 (20 tuổi)  | Kashiwa Reysol      |
| 4   | HV     | Itakura Ko        | 27 tháng 1, 1997 (20 tuổi)  | Kawasaki Frontale   |
| 5   | HV     | Tomiyasu Takehiro | 5 tháng 11, 1998 (18 tuổi)  | Avispa Fukuoka      |
| 6   | HV     | Hatsuse Ryo       | 10 tháng 7, 1997 (19 tuổi)  | Gamba Osaka         |
| 7   | TV     | Doan Ritsu        | 16 tháng 6, 1998 (18 tuổi)  | Gamba Osaka         |
| 8   | TV     | Miyoshi Koji      | 26 tháng 3, 1997 (20 tuổi)  | Kawasaki Frontale   |
| 9   | TĐ     | Ogawa Koki        | 8 tháng 8, 1997 (19 tuổi)   | Júbilo Iwata        |
| 10  | TV     | Sakai Daisuke     | 18 tháng 1, 1997 (20 tuổi)  | Oita Trinita        |
| 11  | TV     | Endo Keita        | 22 tháng 11, 1997 (19 tuổi) | Yokohama F. Marinos |
| 12  | TM     | Hatano Go         | 25 tháng 5, 1998 (18 tuổi)  | FC Tokyo            |
| 13  | TĐ     | Iwasaki Yuto      | 11 tháng 6, 1998 (18 tuổi)  | Kyoto Sanga         |
| 14  | TĐ     | Tagawa Kyosuke    | 11 tháng 2, 1999 (18 tuổi)  | Sagan Tosu          |
| 15  | HV     | Sugioka Daiki     | 8 tháng 9, 1998 (18 tuổi)   | Shonan Bellmare     |
| 16  | TV     | Hara Teruki       | 30 tháng 7, 1998 (18 tuổi)  | Albirex Niigata     |
| 17  | TV     | Ichimaru Mizuki   | 8 tháng 5, 1997 (20 tuổi)   | Gamba Osaka         |
| 18  | TĐ     | Takagi Akito      | 4 tháng 8, 1997 (19 tuổi)   | Gamba Osaka         |
| 19  | HV     | Funaki Kakeru     | 13 tháng 4, 1998 (19 tuổi)  | Cerezo Osaka        |
| 20  | TĐ     | Kubo Takefusa     | 4 tháng 6, 2001 (15 tuổi)   | FC Tokyo            |
| 21  | TM     | Yamaguchi Louis   | 28 tháng 5, 1998 (18 tuổi)  | Lorient             |

### Ý
Huấn luyện viên:  Alberigo Evani
| 0#0 | Vị trí | Cầu thủ             | Ngày sinh và tuổi           | Câu lạc bộ   |
| --- | ------ | ------------------- | --------------------------- | ------------ |
| 1   | TM     | Alessandro Plizzari | 12 tháng 3, 2000 (17 tuổi)  | Milan        |
| 2   | HV     | Giuseppe Scalera    | 26 tháng 1, 1998 (19 tuổi)  | Fiorentina   |
| 3   | HV     | Federico Dimarco    | 10 tháng 11, 1997 (19 tuổi) | Empoli       |
| 4   | TV     | Nicolò Barella      | 7 tháng 2, 1997 (20 tuổi)   | Cagliari     |
| 5   | HV     | Filippo Romagna     | 26 tháng 5, 1997 (19 tuổi)  | Brescia      |
| 6   | HV     | Mauro Coppolaro     | 10 tháng 3, 1997 (20 tuổi)  | Latina       |
| 7   | TĐ     | Riccardo Orsolini   | 24 tháng 1, 1997 (20 tuổi)  | Ascoli       |
| 8   | TV     | Rolando Mandragora  | 29 tháng 6, 1997 (19 tuổi)  | Juventus     |
| 9   | TĐ     | Andrea Favilli      | 17 tháng 5, 1997 (20 tuổi)  | Ascoli       |
| 10  | TĐ     | Luca Vido           | 3 tháng 2, 1997 (20 tuổi)   | Cittadella   |
| 11  | TV     | Matteo Pessina      | 21 tháng 4, 1997 (20 tuổi)  | Como         |
| 12  | TM     | Andrea Zaccagno     | 27 tháng 5, 1997 (19 tuổi)  | Pro Vercelli |
| 13  | HV     | Leonardo Sernicola  | 30 tháng 7, 1997 (19 tuổi)  | Fondi        |
| 14  | HV     | Giuseppe Pezzella   | 29 tháng 11, 1997 (19 tuổi) | Palermo      |
| 15  | TV     | Mattia Vitale       | 1 tháng 10, 1997 (19 tuổi)  | Cesena       |
| 16  | TV     | Francesco Cassata   | 16 tháng 7, 1997 (19 tuổi)  | Ascoli       |
| 17  | TĐ     | Giuseppe Panico     | 10 tháng 10, 1997 (19 tuổi) | Cesena       |
| 18  | TV     | Paolo Ghiglione     | 2 tháng 2, 1997 (20 tuổi)   | SPAL         |
| 19  | HV     | Riccardo Marchizza  | 26 tháng 3, 1998 (19 tuổi)  | Roma         |
| 20  | TV     | Alfredo Bifulco     | 19 tháng 1, 1997 (20 tuổi)  | Carpi        |
| 21  | TM     | Samuele Perisan     | 21 tháng 8, 1997 (19 tuổi)  | Udinese      |

### Uruguay
Huấn luyện viên:  Fabián Coito
| 0#0 | Vị trí | Cầu thủ               | Ngày sinh và tuổi           | Câu lạc bộ           |
| --- | ------ | --------------------- | --------------------------- | -------------------- |
| 1   | TM     | Santiago Mele         | 6 tháng 9, 1997 (19 tuổi)   | Fénix                |
| 2   | HV     | Santiago Bueno        | 9 tháng 11, 1998 (18 tuổi)  | Barcelona Juvenil A  |
| 3   | HV     | Emanuel Gularte       | 30 tháng 9, 1997 (19 tuổi)  | Wanderers            |
| 4   | HV     | José Luis Rodríguez   | 14 tháng 3, 1997 (20 tuổi)  | Danubio              |
| 5   | HV     | Mathías Olivera       | 31 tháng 10, 1997 (19 tuổi) | Atenas               |
| 6   | TV     | Marcelo Saracchi      | 23 tháng 4, 1998 (19 tuổi)  | Danubio              |
| 7   | TĐ     | Joaquín Ardaiz        | 11 tháng 1, 1999 (18 tuổi)  | Danubio              |
| 8   | TV     | Carlos Benavídez      | 30 tháng 3, 1998 (19 tuổi)  | Defensor Sporting    |
| 9   | TĐ     | Nicolás Schiappacasse | 12 tháng 1, 1999 (18 tuổi)  | Atlético Madrid B    |
| 10  | TĐ     | Rodrigo Amaral        | 25 tháng 3, 1997 (20 tuổi)  | Nacional             |
| 11  | TV     | Nicolás de la Cruz    | 1 tháng 6, 1997 (19 tuổi)   | Liverpool            |
| 12  | TM     | Francisco Tinaglini   | 9 tháng 11, 1998 (18 tuổi)  | River Plate          |
| 13  | TV     | Santiago Viera        | 4 tháng 6, 1998 (18 tuổi)   | Liverpool            |
| 14  | TĐ     | Juan Manuel Boselli   | 9 tháng 11, 1999 (17 tuổi)  | Defensor Sporting    |
| 15  | TV     | Facundo Waller        | 9 tháng 4, 1997 (20 tuổi)   | Plaza Colonia        |
| 16  | TV     | Federico Valverde     | 2 tháng 7, 1998 (18 tuổi)   | Real Madrid Castilla |
| 17  | HV     | Matías Viña           | 9 tháng 11, 1997 (19 tuổi)  | Nacional             |
| 18  | HV     | Agustín Rogel         | 17 tháng 10, 1997 (19 tuổi) | Nacional             |
| 19  | TĐ     | Agustín Canobbio      | 1 tháng 10, 1998 (18 tuổi)  | Fénix                |
| 20  | TV     | Rodrigo Bentancur     | 25 tháng 6, 1997 (19 tuổi)  | Boca Juniors         |
| 21  | TM     | Adriano Freitas       | 17 tháng 6, 1997 (19 tuổi)  | Peñarol              |

## Bảng E

### Pháp
Vào ngày 21 tháng 5, Faitout Maouassa thay thế Ronaël Pierre-Gabriel bị thương.
Huấn luyện viên:  Ludovic Batelli
| 0#0 | Vị trí | Cầu thủ             | Ngày sinh và tuổi           | Câu lạc bộ          |
| --- | ------ | ------------------- | --------------------------- | ------------------- |
| 1   | TM     | Paul Bernardoni     | 18 tháng 4, 1997 (20 tuổi)  | Bordeaux            |
| 2   | HV     | Enock Kwateng       | 9 tháng 4, 1997 (20 tuổi)   | Nantes              |
| 3   | HV     | Olivier Boscagli    | 18 tháng 11, 1997 (19 tuổi) | Nice                |
| 4   | HV     | Jérôme Onguéné      | 22 tháng 12, 1997 (19 tuổi) | VfB Stuttgart       |
| 5   | HV     | Issa Diop           | 9 tháng 1, 1997 (20 tuổi)   | Toulouse            |
| 6   | TV     | Jeando Fuchs        | 11 tháng 10, 1997 (19 tuổi) | Sochaux             |
| 7   | TĐ     | Jean-Kévin Augustin | 16 tháng 6, 1997 (19 tuổi)  | Paris Saint-Germain |
| 8   | TV     | Lucas Tousart       | 29 tháng 4, 1997 (20 tuổi)  | Lyon                |
| 9   | TV     | Christopher Nkunku  | 14 tháng 11, 1997 (19 tuổi) | Paris Saint-Germain |
| 10  | TĐ     | Allan Saint-Maximin | 12 tháng 3, 1997 (20 tuổi)  | Bastia              |
| 11  | TĐ     | Marcus Thuram       | 6 tháng 8, 1997 (19 tuổi)   | Sochaux             |
| 12  | TĐ     | Ludovic Blas        | 31 tháng 12, 1997 (19 tuổi) | Guingamp            |
| 13  | HV     | Clément Michelin    | 11 tháng 5, 1997 (20 tuổi)  | Toulouse            |
| 14  | TV     | Amine Harit         | 18 tháng 6, 1997 (19 tuổi)  | Nantes              |
| 15  | TV     | Faitout Maouassa    | 6 tháng 7, 1998 (18 tuổi)   | Nancy               |
| 16  | TM     | Quentin Braat       | 6 tháng 7, 1997 (19 tuổi)   | Nantes              |
| 17  | TV     | Denis-Will Poha     | 28 tháng 5, 1997 (19 tuổi)  | Rennes              |
| 18  | TV     | Ibrahima Sissoko    | 27 tháng 10, 1997 (19 tuổi) | Brest               |
| 19  | HV     | Yoan Severin        | 24 tháng 1, 1997 (20 tuổi)  | Zulte Waregem       |
| 20  | TĐ     | Martin Terrier      | 4 tháng 3, 1997 (20 tuổi)   | Lille               |
| 21  | TM     | Alban Lafont        | 23 tháng 1, 1999 (18 tuổi)  | Toulouse            |

### Honduras
Huấn luyện viên:  Carlos Tábora
| 0#0 | Vị trí | Cầu thủ           | Ngày sinh và tuổi           | Câu lạc bộ             |
| --- | ------ | ----------------- | --------------------------- | ---------------------- |
| 1   | TM     | Javier Delgado    | 6 tháng 11, 1998 (18 tuổi)  | Honduras Progreso      |
| 2   | HV     | Denil Maldonado   | 25 tháng 5, 1998 (18 tuổi)  | Motagua                |
| 3   | HV     | Wesly Decas       | 11 tháng 8, 1999 (17 tuổi)  | Atlético Independiente |
| 4   | HV     | Kenneth Hernández | 25 tháng 5, 1997 (19 tuổi)  | Olimpia                |
| 5   | HV     | Dylan Andrade     | 8 tháng 3, 1998 (19 tuổi)   | Platense               |
| 6   | HV     | Ricky Zapata      | 23 tháng 11, 1997 (19 tuổi) | Real Sociedad          |
| 7   | TV     | José Reyes        | 5 tháng 11, 1997 (19 tuổi)  | Olimpia                |
| 8   | TV     | Erick Arias       | 30 tháng 1, 1998 (19 tuổi)  | Atlético Independiente |
| 9   | TV     | Foslyn Grant      | 4 tháng 10, 1998 (18 tuổi)  | Motagua                |
| 10  | TV     | Carlos Pineda     | 23 tháng 9, 1997 (19 tuổi)  | Olimpia                |
| 11  | TĐ     | Mario Flores      | 21 tháng 7, 1998 (18 tuổi)  | Real Sociedad          |
| 12  | TM     | Michael Perelló   | 11 tháng 7, 1998 (18 tuổi)  | Marathón               |
| 13  | TV     | José Quiroz       | 26 tháng 5, 1997 (19 tuổi)  | Real España            |
| 14  | TV     | Sendel Cruz       | 13 tháng 12, 1998 (18 tuổi) | Juticalpa              |
| 15  | HV     | Jalex Sánchez     | 28 tháng 3, 1997 (20 tuổi)  | Real España            |
| 16  | HV     | José García       | 21 tháng 9, 1998 (18 tuổi)  | Olimpia                |
| 17  | TĐ     | Byron Rodríguez   | 26 tháng 8, 1997 (19 tuổi)  | Parrillas One          |
| 18  | TĐ     | Darixon Vuelto    | 15 tháng 1, 1998 (19 tuổi)  | Tenerife               |
| 19  | TĐ     | Douglas Martínez  | 5 tháng 6, 1997 (19 tuổi)   | New York Red Bulls II  |
| 20  | TV     | Jorge Álvarez     | 28 tháng 1, 1998 (19 tuổi)  | Olimpia                |
| 21  | TM     | Henry Mashburn    | 8 tháng 2, 1999 (18 tuổi)   | Weston Fury            |

### Việt Nam
Huấn luyện viên:  Hoàng Anh Tuấn
| 0#0 | Vị trí | Cầu thủ          | Ngày sinh và tuổi           | Câu lạc bộ         |
| --- | ------ | ---------------- | --------------------------- | ------------------ |
| 1   | TM     | Bùi Tiến Dũng    | 28 tháng 2, 1997 (20 tuổi)  | FLC Thanh Hóa      |
| 2   | HV     | Đỗ Thanh Thịnh   | 18 tháng 8, 1998 (18 tuổi)  | SHB Đà Nẵng        |
| 3   | HV     | Huỳnh Tấn Sinh   | 6 tháng 4, 1998 (19 tuổi)   | QNK Quảng Nam      |
| 4   | HV     | Hồ Tấn Tài       | 6 tháng 11, 1997 (19 tuổi)  | Bình Định          |
| 5   | HV     | Đoàn Văn Hậu     | 19 tháng 4, 1999 (18 tuổi)  | Hà Nội             |
| 6   | HV     | Phan Thanh Hậu   | 12 tháng 1, 1997 (20 tuổi)  | Hoàng Anh Gia Lai  |
| 7   | HV     | Nguyễn Trọng Đại | 7 tháng 4, 1997 (20 tuổi)   | Viettel            |
| 8   | TV     | Tống Anh Tỷ      | 24 tháng 1, 1997 (20 tuổi)  | Becamex Bình Dương |
| 9   | TĐ     | Hà Đức Chinh     | 22 tháng 9, 1997 (19 tuổi)  | SHB Đà Nẵng        |
| 10  | TV     | Đinh Thanh Bình  | 19 tháng 3, 1998 (19 tuổi)  | Hoàng Anh Gia Lai  |
| 11  | TV     | Hồ Minh Dĩ       | 17 tháng 2, 1998 (19 tuổi)  | Hà Nội             |
| 12  | TV     | Lương Hoàng Nam  | 2 tháng 3, 1997 (20 tuổi)   | Hoàng Anh Gia Lai  |
| 13  | TM     | Bá Minh Hiếu     | 23 tháng 5, 1997 (19 tuổi)  | Hà Nội             |
| 14  | TV     | Nguyễn Hoàng Đức | 11 tháng 1, 1998 (19 tuổi)  | Viettel            |
| 15  | TĐ     | Nguyễn Tiến Linh | 20 tháng 10, 1997 (19 tuổi) | Becamex Bình Dương |
| 16  | TV     | Trần Thanh Sơn   | 30 tháng 12, 1997 (19 tuổi) | Hoàng Anh Gia Lai  |
| 17  | TĐ     | Trần Thành       | 8 tháng 2, 1997 (20 tuổi)   | Huế                |
| 18  | TV     | Dương Văn Hào    | 15 tháng 2, 1997 (20 tuổi)  | Viettel            |
| 19  | TV     | Nguyễn Quang Hải | 12 tháng 4, 1997 (20 tuổi)  | Hà Nội             |
| 20  | HV     | Trần Đình Trọng  | 28 tháng 3, 1997 (20 tuổi)  | Sài Gòn            |
| 21  | TM     | Đỗ Sỹ Huy        | 16 tháng 4, 1998 (19 tuổi)  | Hà Nội             |

### New Zealand
Huấn luyện viên:  Darren Bazeley
| 0#0 | Vị trí | Cầu thủ          | Ngày sinh và tuổi          | Câu lạc bộ               |
| --- | ------ | ---------------- | -------------------------- | ------------------------ |
| 1   | TM     | Michael Woud     | 16 tháng 1, 1999 (18 tuổi) | Sunderland               |
| 2   | HV     | Dane Ingham      | 6 tháng 8, 1999 (17 tuổi)  | Brisbane Roar            |
| 3   | HV     | Sean Liddicoat   | 14 tháng 5, 1997 (20 tuổi) | Coastal Spirit           |
| 4   | HV     | Luke Johnson     | 15 tháng 4, 1998 (19 tuổi) | Wellington United        |
| 5   | HV     | Hunter Ashworth  | 8 tháng 1, 1998 (19 tuổi)  | San Francisco Dons       |
| 6   | TV     | Joe Bell         | 27 tháng 4, 1999 (18 tuổi) | Virginia Cavaliers       |
| 7   | TV     | Connor Probert   | 6 tháng 4, 1998 (19 tuổi)  | Kentucky Wildcats        |
| 8   | TV     | Moses Dyer       | 21 tháng 3, 1997 (20 tuổi) | Northcote City           |
| 9   | TĐ     | Noah Billingsley | 6 tháng 8, 1997 (19 tuổi)  | UC Santa Barbara Gauchos |
| 10  | TV     | Clayton Lewis    | 12 tháng 2, 1997 (20 tuổi) | Auckland City            |
| 11  | TĐ     | Henry Cameron    | 28 tháng 6, 1997 (19 tuổi) | Blackpool                |
| 12  | TM     | Cameron Brown    | 9 tháng 7, 1999 (17 tuổi)  | Waitemata                |
| 13  | TV     | James McGarry    | 9 tháng 4, 1998 (19 tuổi)  | Wellington Phoenix       |
| 14  | HV     | Midhun Das       | 23 tháng 2, 1998 (19 tuổi) | Wellington United        |
| 15  | HV     | Reese Cox        | 7 tháng 3, 1997 (20 tuổi)  | East Coast Bays          |
| 16  | TV     | Callum McCowatt  | 30 tháng 4, 1999 (18 tuổi) | Western Suburbs          |
| 17  | TĐ     | Logan Rogerson   | 28 tháng 5, 1998 (18 tuổi) | Wellington Phoenix       |
| 18  | TV     | Sarpreet Singh   | 20 tháng 2, 1999 (18 tuổi) | Wellington United        |
| 19  | TĐ     | Myer Bevan       | 23 tháng 4, 1997 (20 tuổi) | Nike Academy             |
| 20  | TĐ     | Lucas Imrie      | 20 tháng 5, 1998 (19 tuổi) | Loyola Ramblers          |
| 21  | TM     | Conor Tracey     | 13 tháng 4, 1997 (20 tuổi) | Three Kings United       |

## Bảng F

### Ecuador
Huấn luyện viên:  Javier Rodríguez 
| 0#0 | Vị trí | Cầu thủ               | Ngày sinh và tuổi           | Câu lạc bộ              |
| --- | ------ | --------------------- | --------------------------- | ----------------------- |
| 1   | TM     | José Gabriel Cevallos | 19 tháng 3, 1998 (19 tuổi)  | Barcelona               |
| 2   | TV     | Angelo Preciado       | 18 tháng 2, 1998 (19 tuổi)  | Independiente del Valle |
| 3   | HV     | Joel Quintero         | 25 tháng 9, 1998 (18 tuổi)  | Emelec                  |
| 4   | HV     | Kevin Minda           | 21 tháng 11, 1998 (18 tuổi) | LDU Quito               |
| 5   | TV     | Juan Nazareno         | 18 tháng 8, 1998 (18 tuổi)  | Independiente del Valle |
| 6   | HV     | Pervis Estupiñán      | 21 tháng 1, 1998 (19 tuổi)  | Granada B               |
| 7   | TĐ     | Washington Corozo     | 9 tháng 7, 1998 (18 tuổi)   | Independiente del Valle |
| 8   | TV     | Wilter Ayoví          | 17 tháng 4, 1997 (20 tuổi)  | Independiente del Valle |
| 9   | TĐ     | Herlin Lino           | 6 tháng 2, 1997 (20 tuổi)   | Cuenca                  |
| 10  | TV     | Bryan Cabezas         | 20 tháng 3, 1997 (20 tuổi)  | Atalanta                |
| 11  | TV     | Yeison Guerrero       | 21 tháng 4, 1998 (19 tuổi)  | Independiente del Valle |
| 12  | TM     | Giancarlos Terreros   | 14 tháng 5, 1998 (19 tuổi)  | Barcelona               |
| 13  | HV     | Jhonnatan Bravo       | 8 tháng 7, 1997 (19 tuổi)   | River Plate Ecuador     |
| 14  | TV     | Renny Jaramillo       | 12 tháng 6, 1998 (18 tuổi)  | Independiente del Valle |
| 15  | TV     | Jordan Sierra         | 23 tháng 4, 1997 (20 tuổi)  | Delfín                  |
| 16  | TV     | Jhonny Quiñónez       | 11 tháng 6, 1998 (18 tuổi)  | Norte América           |
| 17  | TV     | Joao Rojas            | 16 tháng 8, 1997 (19 tuổi)  | Emelec                  |
| 18  | HV     | Félix Torres          | 11 tháng 1, 1997 (20 tuổi)  | Barcelona               |
| 19  | TĐ     | Jordy Caicedo         | 18 tháng 11, 1997 (19 tuổi) | Universidad Católica    |
| 20  | HV     | Luis Segovia          | 26 tháng 10, 1997 (19 tuổi) | El Nacional             |
| 21  | TM     | Omar Carabalí         | 12 tháng 6, 1997 (19 tuổi)  | Colo-Colo               |

### Hoa Kỳ
Vào ngày 17 tháng 5, Auston Trusty thay thế Marlon Fossey bị thương.
Huấn luyện viên:  Tab Ramos
| 0#0 | Vị trí | Cầu thủ                | Ngày sinh và tuổi           | Câu lạc bộ               |
| --- | ------ | ---------------------- | --------------------------- | ------------------------ |
| 1   | TM     | Jonathan Klinsmann     | 8 tháng 4, 1997 (20 tuổi)   | California Golden Bears  |
| 2   | HV     | Auston Trusty          | 12 tháng 8, 1998 (18 tuổi)  | Philadelphia Union       |
| 3   | HV     | Danny Acosta           | 7 tháng 11, 1997 (19 tuổi)  | Real Salt Lake           |
| 4   | HV     | Tommy Redding          | 24 tháng 1, 1997 (20 tuổi)  | Orlando City             |
| 5   | HV     | Erik Palmer-Brown      | 24 tháng 4, 1997 (20 tuổi)  | Sporting Kansas City     |
| 6   | HV     | Justen Glad            | 28 tháng 2, 1997 (20 tuổi)  | Real Salt Lake           |
| 7   | TV     | Eryk Williamson        | 11 tháng 6, 1997 (19 tuổi)  | Maryland Terrapins       |
| 8   | TV     | Tyler Adams            | 14 tháng 2, 1999 (18 tuổi)  | New York Red Bulls       |
| 9   | TĐ     | Emmanuel Sabbi         | 24 tháng 12, 1997 (19 tuổi) | Las Palmas               |
| 10  | TV     | Gedion Zelalem         | 26 tháng 1, 1997 (20 tuổi)  | Arsenal                  |
| 11  | TĐ     | Sebastian Saucedo      | 22 tháng 1, 1997 (20 tuổi)  | Real Salt Lake           |
| 12  | TM     | JT Marcinkowski        | 9 tháng 5, 1997 (20 tuổi)   | Georgetown Hoyas         |
| 13  | TĐ     | Lagos Kunga            | 20 tháng 10, 1998 (18 tuổi) | Atlanta United Academy   |
| 14  | HV     | Aaron Herrera          | 6 tháng 6, 1997 (19 tuổi)   | New Mexico Lobos         |
| 15  | TĐ     | Jeremy Ebobisse        | 14 tháng 2, 1997 (20 tuổi)  | Portland Timbers         |
| 16  | HV     | Cameron Carter-Vickers | 31 tháng 12, 1997 (19 tuổi) | Tottenham Hotspur        |
| 17  | TĐ     | Brooks Lennon          | 22 tháng 9, 1997 (19 tuổi)  | Real Salt Lake           |
| 18  | TV     | Derrick Jones          | 3 tháng 3, 1997 (20 tuổi)   | Philadelphia Union       |
| 19  | TĐ     | Josh Sargent           | 20 tháng 2, 2000 (17 tuổi)  | Scott Gallagher Missouri |
| 20  | TV     | Luca de la Torre       | 23 tháng 5, 1998 (18 tuổi)  | Fulham                   |
| 21  | TM     | Brady Scott            | 30 tháng 6, 1999 (17 tuổi)  | De Anza Force            |

### Ả Rập Xê Út
Huấn luyện viên:  Saad Al-Shehri
| 0#0 | Vị trí | Cầu thủ               | Ngày sinh và tuổi           | Câu lạc bộ |
| --- | ------ | --------------------- | --------------------------- | ---------- |
| 1   | TM     | Amin Bukhari          | 2 tháng 5, 1997 (20 tuổi)   | Al-Ittihad |
| 2   | HV     | Anas Zabani           | 7 tháng 4, 1997 (20 tuổi)   | Al-Hilal   |
| 3   | HV     | Mohammad Bassas       | 31 tháng 8, 1998 (18 tuổi)  | Al-Ahli    |
| 4   | HV     | Awn Al-Slaluli        | 2 tháng 9, 1998 (18 tuổi)   | Al-Ittihad |
| 5   | HV     | Abdulelah Al-Amri     | 15 tháng 1, 1997 (20 tuổi)  | Al-Nassr   |
| 6   | TV     | Sami Al-Najei         | 7 tháng 2, 1997 (20 tuổi)   | Al-Nassr   |
| 7   | TV     | Khaled Al-Sumairi     | 1 tháng 1, 1997 (20 tuổi)   | Al-Ittihad |
| 8   | TV     | Yousef Al-Harbi       | 16 tháng 3, 1997 (20 tuổi)  | Al-Ahli    |
| 9   | TV     | Hassan Al-Qeed        | 13 tháng 4, 1998 (19 tuổi)  | Al-Shabab  |
| 10  | TV     | Ayman Al-Khulaif      | 22 tháng 5, 1997 (19 tuổi)  | Al-Ahli    |
| 11  | TĐ     | Abdulrahman Al-Yami   | 19 tháng 6, 1997 (19 tuổi)  | Al-Hilal   |
| 12  | TM     | Saleh Al-Ohaymid      | 21 tháng 5, 1998 (18 tuổi)  | Al-Nassr   |
| 13  | HV     | Hassan Tombakti       | 9 tháng 2, 1999 (18 tuổi)   | Al-Shabab  |
| 14  | TV     | Ali Al-Asmari         | 12 tháng 1, 1997 (20 tuổi)  | Al-Ahli    |
| 15  | TV     | Naif Kariri           | 16 tháng 4, 1998 (19 tuổi)  | Al-Hilal   |
| 16  | TV     | Abdurahman Al-Dossari | 25 tháng 9, 1997 (19 tuổi)  | Al-Nassr   |
| 17  | HV     | Abdullah Hassoun      | 19 tháng 3, 1997 (20 tuổi)  | Al-Ahli    |
| 18  | TV     | Nasser Al-Dawsari     | 19 tháng 12, 1998 (18 tuổi) | Al-Hilal   |
| 19  | TV     | Fahad Al-Rashidi      | 16 tháng 5, 1997 (20 tuổi)  | Al-Hilal   |
| 20  | TĐ     | Mansour Al-Muwallad   | 24 tháng 1, 1997 (20 tuổi)  | Al-Ahli    |
| 21  | TM     | Mohammed Al-Yami      | 14 tháng 8, 1997 (19 tuổi)  | Al-Ahli    |

### Sénégal
Huấn luyện viên: Joseph Koto
| 0#0 | Vị trí | Cầu thủ          | Ngày sinh và tuổi           | Câu lạc bộ                |
| --- | ------ | ---------------- | --------------------------- | ------------------------- |
| 1   | TM     | Mouhamed M'Baye  | 13 tháng 10, 1997 (19 tuổi) | Porto                     |
| 2   | HV     | Waly Diouf       | 5 tháng 5, 1997 (20 tuổi)   | Valenciennes              |
| 3   | HV     | Jean N'Decky     | 10 tháng 1, 1997 (20 tuổi)  | Casa Sports               |
| 4   | HV     | Souleymane Aw    | 5 tháng 4, 1999 (18 tuổi)   | Excellence Foot de Dakar  |
| 5   | TV     | Ousseynou Diagne | 5 tháng 6, 1999 (17 tuổi)   | Académie Foot Darou Salam |
| 6   | HV     | Mamadou Diarra   | 20 tháng 12, 1997 (19 tuổi) | Boluspor                  |
| 7   | TĐ     | Ibrahima Niane   | 11 tháng 3, 1999 (18 tuổi)  | Génération Foot           |
| 8   | HV     | Moussa Ba        | 1 tháng 1, 1998 (19 tuổi)   | Excellence Foot de Dakar  |
| 9   | TĐ     | Mouhamed Pouye   | 26 tháng 12, 1997 (19 tuổi) | Mbour Petite-Côte         |
| 10  | TĐ     | Aliou Badji      | 10 tháng 10, 1997 (19 tuổi) | Djurgårdens IF            |
| 11  | TĐ     | Ibrahima N'Diaye | 6 tháng 6, 1998 (18 tuổi)   | Wadi Degla                |
| 12  | TĐ     | Habib Guèye      | 20 tháng 9, 1999 (17 tuổi)  | Académie Foot Darou Salam |
| 13  | HV     | Alioune Guèye    | 20 tháng 8, 1998 (18 tuổi)  | ASC Niarry Tally          |
| 14  | TĐ     | Ousseynou Niang  | 12 tháng 10, 2001 (15 tuổi) | Diambars                  |
| 15  | HV     | Mamadou M'Baye   | 28 tháng 6, 1998 (18 tuổi)  | AS Dakar Sacré-Cœur       |
| 16  | TM     | Lamine Sarr      | 18 tháng 6, 1998 (18 tuổi)  | AS Dakar Sacré-Cœur       |
| 17  | TV     | Krépin Diatta    | 25 tháng 2, 1999 (18 tuổi)  | Sarpsborg                 |
| 18  | TV     | Soulèye Sarr     | 29 tháng 6, 1997 (19 tuổi)  | Mbour Petite-Côte         |
| 19  | TV     | Bamba Kane       | 4 tháng 1, 1997 (20 tuổi)   | Diambars                  |
| 20  | HV     | Akhibou Ly       | 28 tháng 12, 1998 (18 tuổi) | CNEPS Excellence          |
| 21  | TM     | Idrissa N'Diaye  | 14 tháng 3, 1998 (19 tuổi)  | Diambars                  |